# Дрезденська долина

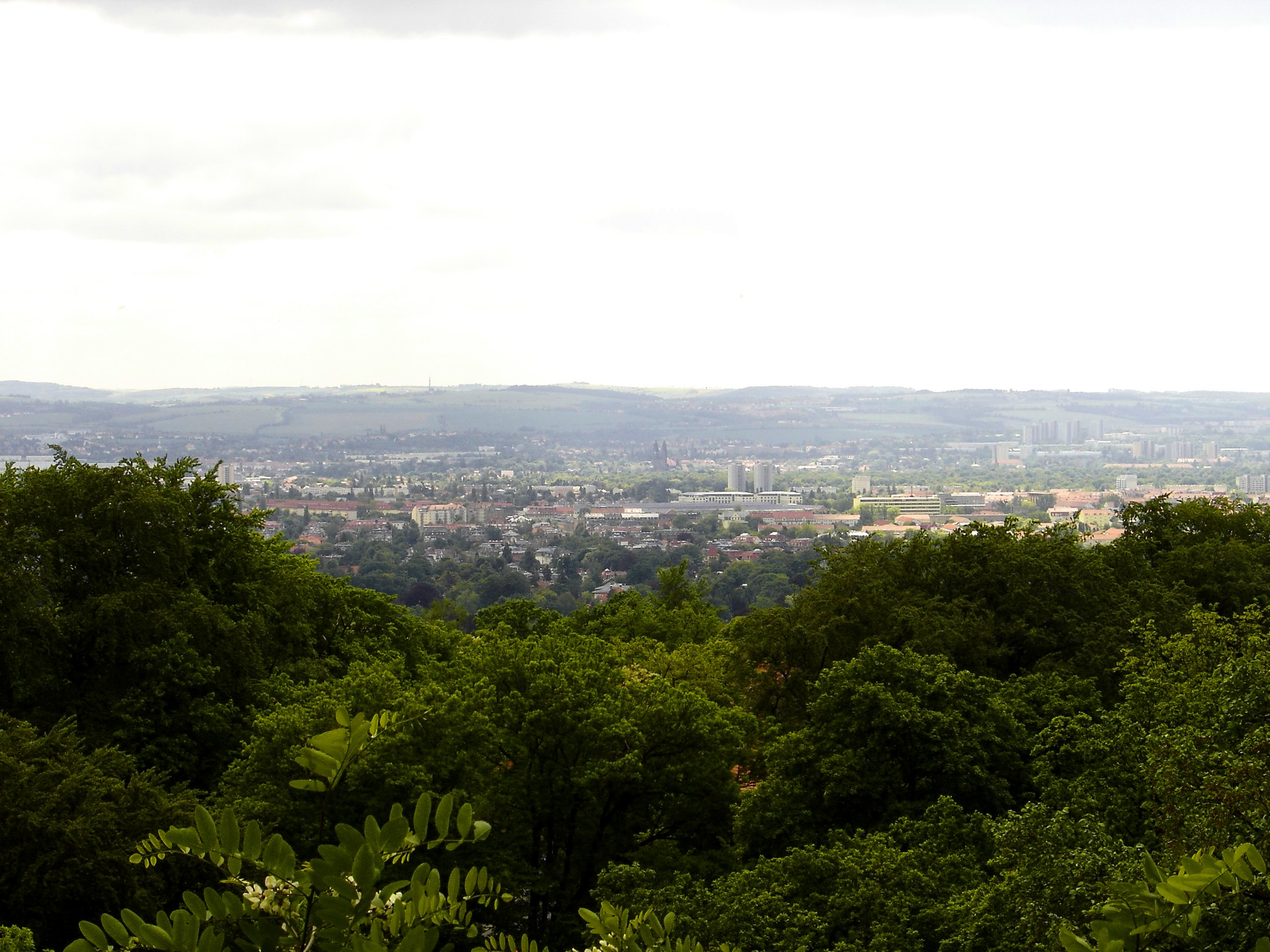
Краєвид Дрездена з Мордгрунда

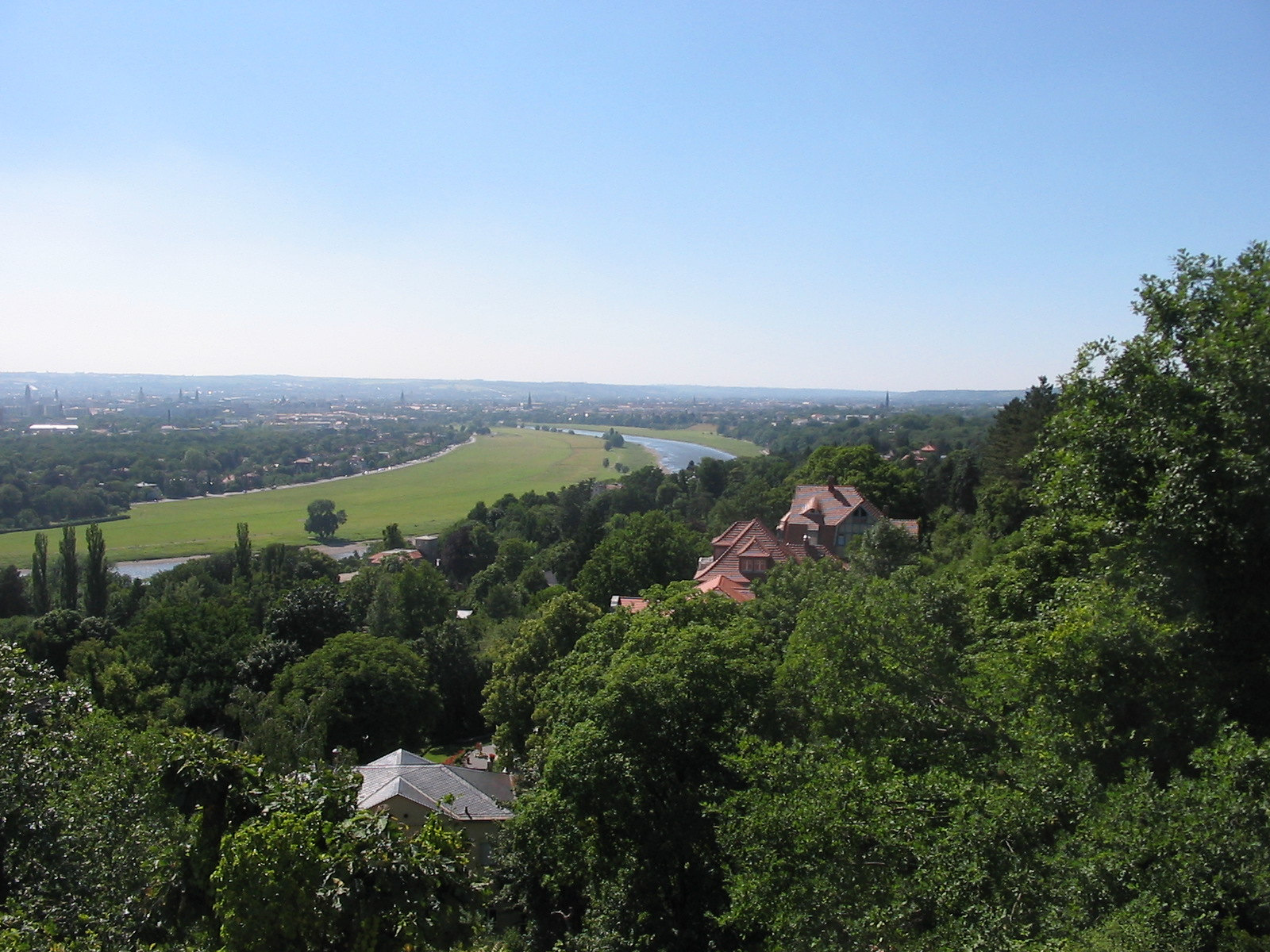
Вид на Дрезден з Луізенгофа

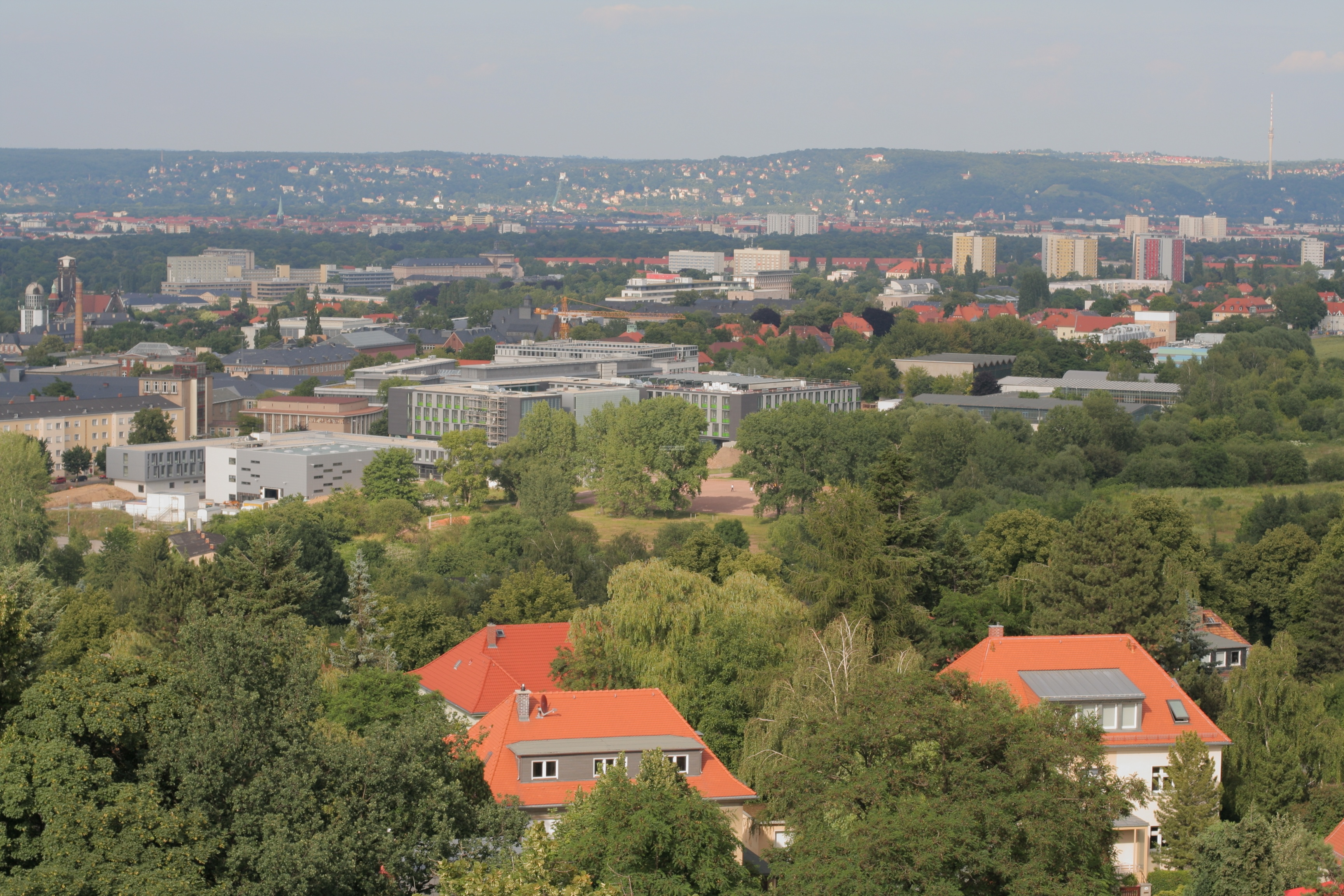
Вид на долину з Фіхтентурма

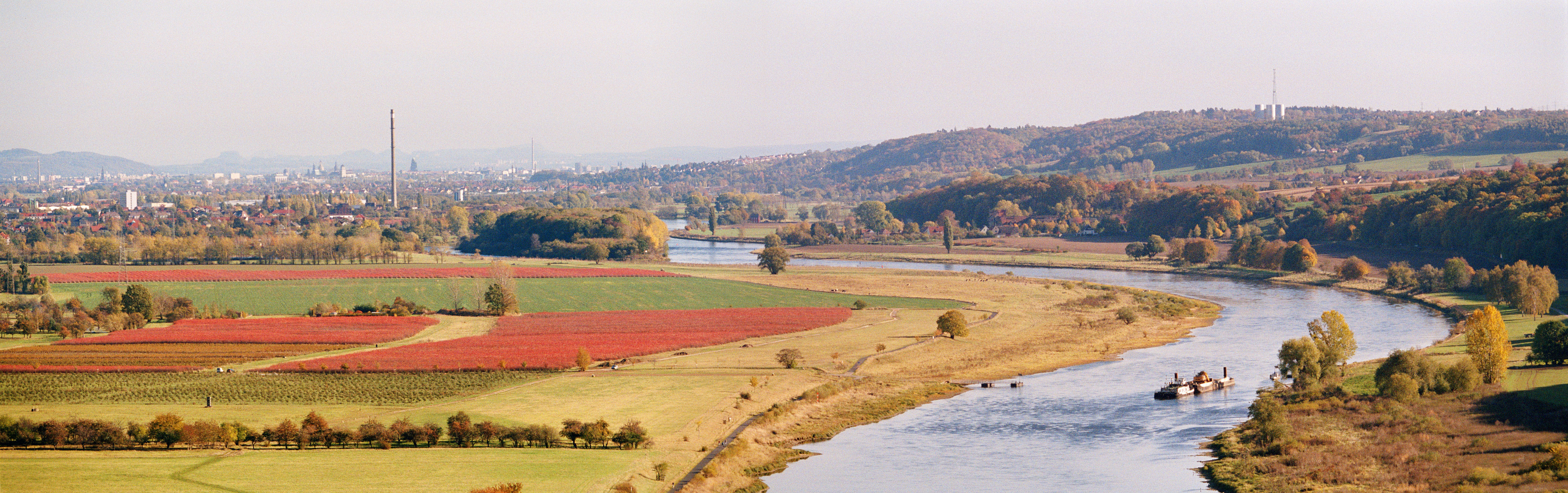
Краєвид Боселя, поблизу Майсена на фоні Саксонської Швейцарії

Дрезденська долина (нім. Elbtalkessel) — частина долини Ельби, приблизно 45 км завдовжки і 10 км завширшки, між містами Пірна і Майсен. Місто Дрезден, та його конурбація займає значну частину долини.

## Географія
Дрезденська долина лежить між східними передгір'ями Рудних гір та північно-західними схилами Саксонської Швейцарії. У геологічному відношенні ця долина рифт, яким тече Ельба, утворюючи широкі меандри. Регіон має клімат м'якіший, ніж навколишні місцевості, тому на північних схилах пагорбів культивують виноградники. Це найпівнічніший регіон промислового вирощування винограду. Крім того, розвинене садівництво. Середня річна кількість опадів нижче 700 мм, середня температура повітря 8,5 °C, в Дрездені, в центрі міста 9,9 °C.

## Історія
Область була заселена досить давно через родючі лесові ґрунти та легкість перетину річки. І з часом ця місцевість досягла у своєму розвитку світового значення з культурної та історичної точки зору. Частина Дрезденської долини поблизу Ельби (Дрезденська долина Ельби) в період між 2004 і 2009 роками мала статус Всесвітньої спадщини ЮНЕСКО.

## Міста
Найважливіші міста (униз за течією Ельби):
- Пірна
- Гайденау
- Дрезден
- Радебойль
- Косвіг (Саксонія)
- Майсен